# Michel Wolfender
Michel Wolfender, originaire de Kreuzlingen (TG) né à Saint-Imier (BE) le 3 août 1926 et décédé dans les Cévennes le 16 décembre 2020, est un peintre et graveur suisse.

## Biographie
Il est fils d'Emile Wolfender et de Marguerite Wolfender, née Moeri. Après ses études au Gymnase de La Chaux-de-Fonds et à l'Ecole des Beaux-Arts de Genève, il réalise avec Adrien Holy la décoration murale de l'église de Grandfontaine en 1955. Dans l'année 1956 il prend domicile à Paris, où il suit des cours de l'Académie de la Grande-Chaumière et l'Académie André Lhote. Ensuite il étudie et enseigne aussi à l'Atelier de gravure Calevert-Brun.
«En 1976, il ouvre un atelier de taille-douce à Lacoste (F) dans le cadre du Cleveland Institute of Art (USA).»
Il s'est marié avec Ulla Josephsson, une photographe et tisserande suédoise.
Michel Wolfender est Membre de la Société des peintres et sculpteurs jurassiens dès la fondation en 1954.
L'artiste meurt le 16 décembre 2020 dans les Cévennes.

### Œuvre et expositions
L'œuvre de Wolfender comprend la peinture à l'huile, aquarelle, dessin à la craie, dessin au lavis, gravure en taille-douce, collage, tapisserie, lithographie, gravure sur bois et mosaïque.
En 1968, 1974 et 1981, l'artiste participe aux trois recueils de gravures des Peintres et sculpteurs suisse de Paris.
Il prend part à nombreuses expositions personnelles et collectives en Suisse et à l'étranger.
En 2016, une Rétrospective est montrée au Musée jurassien des arts de Moutier, au Musée de Saint-Imier et à Mémoires d'Ici, Centre de recherche et de documentation du Jura bernois.

### Prix
- 1974 Lauréat du prix de peinture de la SPSAS
- 1974 Lauréat du prix de peinture de l'Ambassadeur P. Dupont à Paris
- 1984 Prix de la gravure de la Ville de Bayeux

## Littérature
- Dictionnaire du Jura, Wolfender, Michel (1926 - 2020)
- SIKART Dictionnaire sur l'art suisse
- Chez Ulla et Michel, André Boulze,Photographies, Etincelles 2011  (ISBN 978-2-7466-4193-8)
- Maurice Born, Sylviane Messerli, Valentine Reymond, Michel Wolfender, Intervalles, no.106, 2016
- Hughes Richard, Neiges, illustration Michel Wolfender, Canevas Editeur Frasne (F), 1995,  (ISBN 2-88382-060-0)

## Film
En 1999, l'Association Films Plans-Fixes lui consacre sa 1167e interview, intitulée "Michel Wolfender, peintre et graveur. Un visage, une voix, une vie, un entretien de l'artiste mené par Maurice Born.»